# Ermitage Saint-Eugène
L'ermitage Saint-Eugène est un ermitage situé aux Vans, en France.

## Localisation
L'ermitage est situé sur la commune des Vans, dans le département français de l'Ardèche, dans le bois de Païolive.

## Historique
Fondé en 1652 par J. d'Izard de Montjeu, le dernier ermite connu, Hilarion, disparaît au XVIIIe siècle (Pierre Charrié. Le Folklore du Bas-Vivarais, librairie Guénégaud).
En 1956, le monument est acheté par Félix Darsy, dominicain, archéologue et diplomate à Rome. Avec une nouvelle technique de restauration, il le sauve de la ruine. Après sa mort cependant, son état se détériore faute de suivi de proximité.
L'édifice est tout de même inscrit au titre des monuments historiques en 1979.
Puis c'est l’arrivée en 1994 d’un moine de Cîteaux, Jean-François Holthof, à la recherche d’un site propice à la vie érémitique. Avec l’aide du propriétaire et d’amis, l’ermitage est rendu habitable, avec un nouveau toit, les chapelles sont décorées de fresques par des moines russes orthodoxes. Également prêtre, il dit la messe tous les jours à 11 heures, et le dimanche matin des fidèles peuvent venir en prenant rendez-vous par téléphone. D'autres célébrations sont dites comme la liturgie de la Transfiguration le 6 août. Le dernier dimanche du mois d’août également a lieu une rencontre œcuménique ou inter-religieuse en plein air.
L’histoire de l’ermitage a fait l’objet d’études approfondies, publiées en 2003 dans un ouvrage consacré aussi au bois de Païolive.